# Open vSwitch
Open vSwitch — программный многоуровневый коммутатор с открытым исходным кодом, предназначенный для работы в гипервизорах и на компьютерах с виртуальными машинами. Работает в Linux, начиная с версии 2.6.15 и выше. Основные возможности коммутатора: 
- Учёт трафика, в том числе проходящего между виртуальными машинами с использованием SPAN/RSPAN, sFlow[англ.] и Netflow.
- Поддержка VLAN (IEEE 802.1q).
- Привязка к конкретным физическим интерфейсам и балансировка нагрузки по исходящим MAC-адресам.
- Работа на уровне ядра, поддержка существующих возможностей Linux по работе в качестве моста.
- Поддерживает Openflow для управления логикой коммутации.

Помимо режима на уровне ядра, с меньшей производительностью open vSwitch может работать и с правами пользователя (вне ядра).
Основные области применения:
- Замена обычных bridgetools.
- Использование в составе Xen Server, Xen Cloud Platform, KVM, VirtualBox, QEMU[1], ProxMox (начиная с 2.3)[2][3].